# Ejere (woreda)
Pour les articles homonymes, voir Ejere.
Ejere (ou Ejerie, en oromo : Ejeree) est un woreda du centre-ouest de l'Éthiopie situé dans la zone Ouest Shewa de la région Oromia. Il a 86 934 habitants en 2007. Son chef-lieu, Ejere, est aussi connu sous le nom d'Addis-Alem.
Limitrophe de la zone Sud-Ouest Shewa depuis les années 2000, il est désormais de plus limitrophe de la zone spéciale Oromia-Finfinnee.
| Jeldu | Meta Robi | Adda Berga   |
| Dendi | Ejere     | Walmara      |
|       | Ilu       | Sebeta Hawas |

Le recensement national de 2007 fait état d'une population de 86 934 habitants pour ce woreda dont 12 % de citadins qui sont les 10 071 habitants d'Addis-Alem. La majorité des habitants du woreda (82 %) sont orthodoxes, 14 % sont de religions traditionnelles africaines et 3 % sont protestants.
En 2022, sa population est estimée à 128 341 personnes avec une densité de population de 221 personnes par km2 et 581 km2 de superficie.